# Ohad Talmor
Ohad Talmor (Lyon, 1970) is een Israëlische jazzsaxofonist, -componist en -arrangeur.

## Biografie
Talmor groeide op in Genève en begon met pianolessen aan het plaatselijke conservatorium op 5-jarige leeftijd. Als uitwisselingsstudent in Florida ontdekte hij de saxofoon in 1987. Terug in Zwitserland wijdde hij zich aan dit instrument en studeerde musicologie in Genève en dirigeerde zijn eigen kwartet of kwintet, waartoe Glenn Ferris behoorde. Hij speelde ook met Ed Neumeister in de Zounds-groep en met Carlos Baumann in het Zounds Collective, dat het jaar daarop de eerste prijs won in een wedstrijd, georganiseerd door de Communauté des Radios Publiques de Langue Française. In 1994 en 1995 toerde hij met Lee Konitz en verschillende ensembles (waaronder een strijkkwartet), wiens muziek hij arrangeerde. In 1995 was hij ook onderweg met Steve Swallow en Mike Sarin met MuSeS. In hetzelfde jaar verhuisde hij naar New York, waar hij tot 1997 compositie studeerde aan de Manhattan School of Music.
Vervolgens verbleef hij in New York en werkte daar samen met Joe Lovano, Joshua Redman, Kurt Rosenwinkel en Carla Bley. Samen met Matt Wilson en Bob Bowen vormde hij The MOB Trio. In Europa trad hij op met de Lausanne Big Band (met gast Ray Anderson) en met Joachim Kühn, Matthieu Michel en Sunna Gunnlaugs. Samen met Lee Konitz leidde hij zijn eigen bigband, die voortkwam uit het Orquestra Jazz de Matosinhos en het album Portology (2006) presenteerde. Met eigen projecten als NewsReel en Mass Transformation wil Talmor continentale en stilistische grenzen overschrijden. In 2010 voerde hij zijn pianoconcert uit, dat hij had geschreven voor pianist Jason Moran en het Porto Symphony Orchestra. Net als in 2009, op basis van Anton Bruckners Mis nr. 3 in F mineur, herschikte hij de thema's en arrangeerde hij ze voor een gemengd ensemble, in 2011 arrangeerde hij de 8e symfonie voor het Bruckner Festival. Hij runt sinds 2007 ook de Seeds-jazzclub in de wijk Prospect Heights in Brooklyn (New York). Talmor componeert ook voor hoorspelen en geeft les als docent aan het Conservatoire Populaire de Genève. Als muzikant is hij te horen op meer dan 50 cd-opnamen. In 2012 ontving hij de Jazzprijs van de SUISA Foundation for Music voor zijn vernieuwend en creatief jazzwerk.

## Discografie
- 1999: MOB Trio Loose (met Matt Wilson, Bob Bowen) (OmniTone)
- 2000: Lee Konitz, Ohad Talmor & Axis Quartet Plays French Impressionist Music of the 20st Century (Palmetto)
- 2004: Lee Konitz, Ohad Talmor String Project Inventions (Spring String 4tet) (OmniTone)
- 2005: Lee Konitz New Nonet (Geregisseerd door Ohad Talmor) (OmniTone)
- 2008-2009: Newsreel (met Shane Endsley, Miles Okazaki, Jacob Sacks, Matt Pavolka, Dan Weiss; Auand Records)
- 2013: Steve Swallow/Ohad Talmor/Adam Nussbaum Singular Curves (Auand Records)
- 2018: Adam Nussbaum: The Lead Belly Project (Sunnyside), met Steve Cardenas
- 2019: Lee Konitz Nonet: Old Songs New
- 2020: 8 Deja Vu met Lee Konitz

- Biblioteca Nacional de España: XX5448601
- Gemeinsame Normdatei: 1154362167
- International Standard Name Identifier: 0000 0000 4484 4820
- Library of Congress Control Number: no2003082409
- MusicBrainz: 1f169a86-88f4-4c0a-a1f0-b0c0894e227e
- Nationale Bibliotheek van Israël: 987007449746705171
- Virtual International Authority File: 73547803
- WorldCat: E39PBJrcphF9H7MxCfbp6qdWjC